# Scolmatore
Per scolmatore s'intende un'opera idraulica, generalmente un canale o una galleria sotterranea, in grado di diminuire la portata di piena di un fiume o  di un torrente, deviandone una parte. Lo scolmatore funziona quindi come una "deviazione idraulica", consentendo di diminuire il livello di piena massima del fiume. Generalmente l'acqua incanalata nello scolmatore ha come recapito finale un grande serbatoio come un lago o il mare.

## Funzionamento idraulico

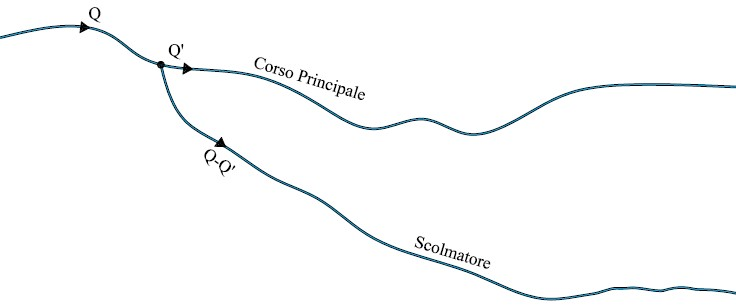
Figura A:schema di un canale scolmatore

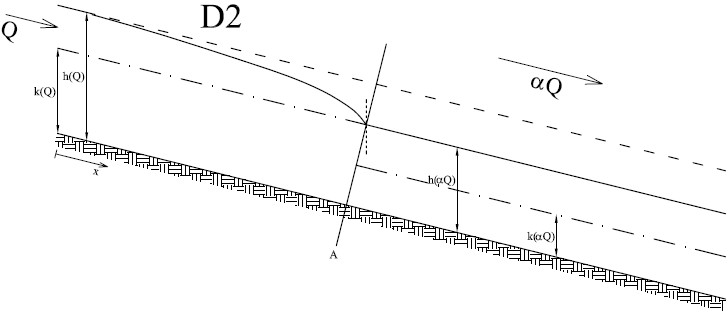
Figura B: profilo idraulico di un canale scolmatore

Sebbene in piena si realizzi un regime di moto vario, generalmente si assumono condizioni di moto permanente, per le quali è possibile tracciare i profili del pelo libero. L'inizio del canale scolmatore è posto in corrispondenza della sezione A, a monte della quale si trova il corso d'acqua da cui prelevare parte della portata di piena. La portata defluente nello scolmatore è quindi inferiore rispetto a quella del corso d'acqua. Per questo motivo, l'altezza di moto uniforme a monte di A è maggiore di quella di valle. Essendo il problema del contenimento in alveo delle portate di piena tipico di corsi d'acqua di pianura, si assume di essere in alveo a debole pendenza, per il quale l'altezza di moto uniforme {\displaystyle h_{0}} è maggiore dell'altezza critica {\displaystyle k} ({\displaystyle h_{0}>k}). In condizioni di moto uniforme si ha quindi il transito di una corrente lenta, la quale è governata da valle. Il profilo deve essere quindi tracciato da valle verso monte a partire dalla sezione A, a valle della quale, in assenza di perturbazioni, si realizza un moto uniforme. Dalla sezione A verso monte si traccia quindi un profilo D2, che tende asintoticamente all'altezza di moto uniforme di monte.
La presenza del canale scolmatore genera un profilo come nella figura B.

## Caratteristiche
L'obiettivo di un canale scolmatore è quello di ridurre la portata di piena in tratte localizzate dove l'alveo presenta una marcata insufficienza. L'efficacia di interventi simili è localmente elevata, nel senso che la tutela del territorio circostante ne beneficia, e globalmente, ovvero su scala di bacino, è modesta, a meno che il canale non alimenti un grande serbatoio, sia esso un lago o il mare.